# Patrick Le Hyaric
Patrick Le Hyaric, né le 4 février 1957 à Orléans, est un journaliste et homme politique français.
Membre du Parti communiste français, il est président et directeur du groupe L'Humanité (L'Humanité, L'Humanité Dimanche, humanite.fr, Pif Gadget, le réseau La Cerise, La Terre, la Fête de l'Humanité) de 2000 à 2020. Il siège au Parlement européen de 2009 à 2019.

## Biographie

### Origines et carrière de journaliste
Fils d'agriculteurs, Patrick Le Hyaric suit une formation de technicien agricole et travaille sur l'exploitation familiale en Bretagne. Après des cours de journalisme, il trouve un emploi à La Terre, dont il devient directeur général en 1989. En 2000, il succède à Pierre Zarka comme directeur du journal L'Humanité, fonction qu'il exerce jusqu'en 2021. Il est par ailleurs président de l'Association pour le pluralisme de la presse.

### Carrière politique
Patrick Le Hyaric est secrétaire fédéral du Morbihan du Parti communiste français (PCF) et conseiller municipal de Lorient de 1983 à 1989. Il vient à Paris en 1985 pour être collaborateur parlementaire d'André Lajoinie.
Il entre au Comité central du PCF en 1990, puis au Conseil national. Il est également conseiller municipal de La Courneuve de 1989 à 2001, où il préside le groupe des élus communistes.
Il conduit la liste du PCF dans la circonscription Ouest aux élections européennes de 2004. Il obtient alors 4,10 % des suffrages.
Tête de liste du Front de gauche (qui réunit notamment le PCF, le Parti de gauche et la Gauche unitaire) en Île-de-France aux élections européennes de juin 2009, il est élu député européen le 7 juin 2009. Il est membre du groupe Gauche unitaire européenne/Gauche verte nordique (GUE/NGL).
En juin 2010, Patrick Le Hyaric est cité par le secrétaire national du PCF, Pierre Laurent, comme un des présidentiables du parti, au même titre qu'André Chassaigne ou Alain Bocquet.
Lors des élections législatives de 2012, il est le candidat du Front de gauche dans la nouvelle 6e circonscription de la Seine-Saint-Denis, regroupant les villes d'Aubervilliers et de Pantin. Avec 17,33 % des suffrages exprimés, il est en mesure de se maintenir au second tour, mais préfère se désister en faveur de la candidate socialiste Élisabeth Guigou dans l'esprit de la « discipline républicaine » à laquelle se conforment traditionnellement les partis de gauche (le désistement de Patrick Le Hyaric a ainsi comme contrepartie le désistement de candidats socialistes dans les circonscriptions dans lesquelles un candidat du Front de gauche est arrivé en tête).
Il figure sur la liste de Pascal Beaudet qui remporte les élections municipales en 2014 à Aubervilliers. Il est élu conseiller municipal.
Il est à nouveau tête de liste du Front de gauche en Île-de-France pour les élections européennes de mai 2014, et est réélu député européen le 25 mai 2014.
De 2009 à 2019, il est vice-président du groupe de la Gauche unitaire européenne/Gauche verte nordique.
Pour les élections législatives de 2017, Patrick Le Hyaric est à nouveau candidat dans la 6e circonscription de la Seine-Saint-Denis. Avec 8,76 % des suffrages exprimés, il ne se qualifie pas pour le deuxième tour.
En novembre 2017, alors qu'il fait partie d'une délégation d'élus souhaitant se rendre en Palestine, pour y rencontrer notamment Marouane Barghouti et Salah Hamouri, les autorités israéliennes annoncent qu'elles lui interdisent l'accès au territoire.
En 3e position sur la liste « Pour l'Europe des gens, contre l'Europe de l'argent » menée par Ian Brossat aux élections européennes de 2019, il n'est pas réélu.

### Mandats
Mandat parlementaire
- Député européen de la circonscription d'Île-de-France (2009-2019)
  - Membre de la commission de l'emploi et des affaires sociales
  - Membre de la commission d'enquête chargée d'examiner les allégations d'infraction et de mauvaise administration dans l'application du droit de l'Union en matière de blanchiment de capitaux, d'évasion fiscale et de fraude
  - Membre de la délégation pour les relations avec la Palestine
  - Membre de la délégation à l'Assemblée parlementaire de l'Union pour la Méditerranée

Mandats locaux
- Conseiller municipal de Lorient (1983-1989)
- Conseiller municipal de La Courneuve (1989-2001)
- Conseiller municipal d'Aubervilliers (2014-2020)

### Vie privée
Il est le père de l'ancien cycliste Élite et aventurier Stéven Le Hyaric, qui a notamment traversé l'intégralité de l'Himalaya népalais (2 000 km et 90 000 m de dénivelé positif) en VTT et alpinisme en 51 jours en 2018. Stéven Le Hyaric est le fondateur des Gravelman Series, des aventures qui ont pour but de revenir à l'essence même du cyclisme sur des parcours de légende.

## Résultats électoraux

### Élections européennes
Les résultats ci-dessous concernent uniquement les élections où elle est tête de liste.
| Année | Parti         | Parti | Circonscription | Voix    | %    | Rang   | Sièges |
| ----- | ------------- | ----- | --------------- | ------- | ---- | ------ | ------ |
| 2004  |               | PCF   | Ouest           | 104 632 | 4,10 | 7e     | 0 / 10 |
| 2009  | Île-de-France | PCF   | 176 862         | 6,32    | 5e   | 1 / 13 |        |
| 2014  | Île-de-France | PCF   | 198 534         | 6,48    | 6e   | 1 / 13 |        |

### Élections législatives
| Année | Parti | Parti | Circonscription            | 1er tour | 1er tour | 1er tour | 2e tour | 2e tour | 2e tour | Issue |
| Année | Parti | Parti | Circonscription            | Voix     | %        | Rang     | Voix    | %       | Rang    | Issue |
| ----- | ----- | ----- | -------------------------- | -------- | -------- | -------- | ------- | ------- | ------- | ----- |
| 2012  |       | PCF   | 6e de la Seine-Saint-Denis | 3 905    | 17,33    | 2e       | Retrait | Retrait | Retrait | Battu |
| 2017  | 1 701 | PCF   | 6e de la Seine-Saint-Denis | 8,76     | 4e       |          |         |         |         | Battu |

## Publications
- Le pacte des rapaces, Éditions de L’Humanité, mai 2011 (ISBN 978-2-902174-11-9)
- L'Europe des peuples nous appelle, Éditions de L’Humanité, septembre 2012 (ISBN 978-2-902174-13-3)
- Grand marché transatlantique : Dracula contre les peuples, Saint-Denis, Éditions de L'Humanité, septembre 2013, 255 p. (ISBN 978-2-902174-14-0)
- Avec Adoracion Guaman et Jorge Conesa, Le Traité avec le Canada mis à nu : Un décryptage complet du traité de libre-échange entre l'Union européenne et le Canada, Éditions de L'Humanité, novembre 2016, 134 p. (ISBN 978-2-902174-20-1)
- Les raisons de la guerre en Ukraine, Éditions de L'Humanité, septembre 2022[8]